# František Ševčík
František Ševčík (11. ledna 1942 Vilémovice – 22. července 2017) byl český hokejový útočník a reprezentant Československa. V roce 2014 byl uveden do Síně slávy českého hokeje.
Jeho jméno nese závrt u Vilémovic v Moravském krasu, který se nachází v poli, jež Ševčík vlastnil, a z něhož byla objevena jeskyně.

## Kariéra
S hokejem začínal v rodných Vilémovicích na Blanensku. V nejvyšší soutěži odehrál první zápas v týmu Rudá hvězda Brno v roce 1961. Zde odehrál 12 sezón a vyhrál pět republikových titulů. Ve 485 odehraných zápasech zaznamenal 172 branek a 108 asistencí. V roce 1973 přestoupil do prvoligového Baníku Karviná, roku 1975 pak do Železáren Prostějov. V letech 1978–1982 působil na amatérské úrovni jako hrající trenér za Metru Blansko a od roku 1983 pak za své rodné Vilémovice. Od 90. let pracoval jako finanční a provozní ředitel fotbalového Boby Brno. V roce 1997 dostal mozkovou mrtvici, po které ochrnul na půlku těla. Zdravotní problémy však překonal a po půlročním pobytu v lázních začal opět chodit.
Hokeji se věnoval i jeho syn František.
Zemřel 22. července 2017.

## Reprezentace
Poprvé byl nominován na mistrovství světa 1965. Na svém prvním šampionátu čtyřikrát skóroval a třikrát nahrál na gól. Československo prohrálo jediný zápas, se Sovětským svazem, a získalo stříbrné medaile. Druhá pozvánka přišla pro MS 1966. Scénář turnaje byl podobný, prohra se Sovětským svazem znamenala celkově druhou příčku. Startoval na Zimních olympijských hrách 1968, po turnaji byl nominován do All star teamu. Československá reprezentace se zde opět umístila na druhé příčce. Z dvou následujících mistrovství, 1969 a 1970, si Ševčík odvezl dvě bronzové medaile.
V 95 zápasech v československém dresu nastřílel Ševčík 26 gólů.
Statistika na velkých mezinárodních turnajích
| Rok                  | Tým                  | Událost              |    | Z  | G | A  | B | TM |
| -------------------- | -------------------- | -------------------- | -- | -- | - | -- | - | -- |
| 1965                 | Československo       | MS                   | 7  | 4  | 4 | 8  | 0 |    |
| 1966                 | Československo       | MS                   | 7  | 2  | 0 | 2  | 2 |    |
| 1968                 | Československo       | MS/OH                | 7  | 3  | 2 | 5  | 4 |    |
| 1969                 | Československo       | MS                   | 10 | 1  | 1 | 2  | 0 |    |
| 1970                 | Československo       | MS                   | 8  | 4  | 1 | 5  | 0 |    |
| Mistrovství světa 5× | Mistrovství světa 5× | Mistrovství světa 5× | 39 | 14 | 8 | 22 | 6 |    |
| Olympijské hry 1×    | Olympijské hry 1×    | Olympijské hry 1×    | 7  | 3  | 2 | 5  | 4 |    |